# Axel Bojanowski

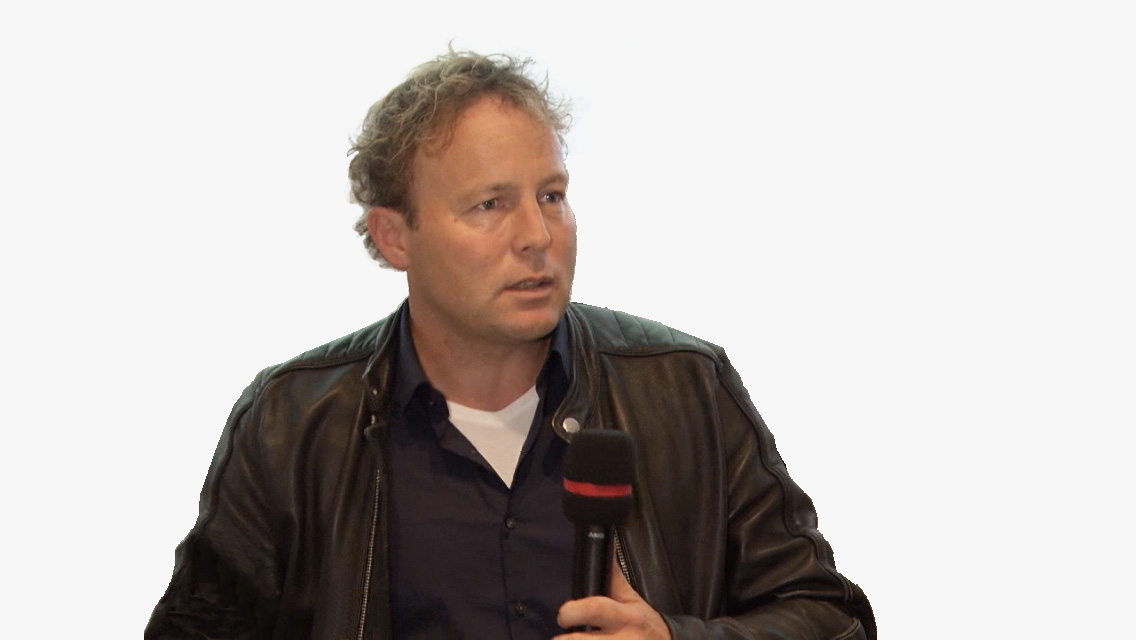
Axel Bojanowski (2018)

Axel Bojanowski (* 1971 in Hamburg) ist ein deutscher Wissenschaftsjournalist, Verfasser populärwissenschaftlicher Bücher und in leitender Funktion für das Wissenschaftsressort der Zeitung Die Welt tätig.

## Schule und Studium
Bojanowski wuchs in Hamburg auf und machte dort sein Abitur. Er studierte Geowissenschaften (nach eigenen Aussagen mit den Schwerpunkten Paläoklimatologie, Geophysik und Meereskunde) mit einem Diplomabschluss über Klimaforschung. Studienorte waren Heidelberg, Kiel und London.

## Berufliche Tätigkeiten
Seit 1997 arbeitet Bojanowski als Wissenschaftsjournalist, zunächst freiberuflich für Medien in Deutschland, der Schweiz, Österreich und Großbritannien; zu den Printmedien, in denen er veröffentlichte, zählen Die Zeit, Nature Geoscience und Geo. Von 2006 bis 2009 folgte die ständige Mitarbeit bei der Süddeutschen Zeitung und beim Stern.
Von 2010 bis 2019 arbeitete er als Redakteur in der Wissenschaftsredaktion von Spiegel Online. Dort verfasste er auch die Kolumne „Graf Seismo“, in welcher er wissenschaftliche Zusammenhänge „in klarer Sprache präzise und unterhaltsam“ erzählen sollte. Von Oktober 2019 bis Anfang 2020 war Bojanowski Chefredakteur der populärwissenschaftlichen Zeitschriften Bild der Wissenschaft und Natur der Konradin Mediengruppe.
Seit August 2020 ist er für die Zeitung Die Welt tätig.

## Positionen
Bojanowski äußert sich häufig zu Klimathemen. Er teilt ausdrücklich den wissenschaftlichen Konsens, dass der Klimawandel menschengemacht ist und „riskante Folgen“ zeigt. Es sei deswegen richtig, „das Experiment mit dem Klima am liebsten schnell stoppen zu wollen“. Er glaubt aber, die Forschung zu diesem Wandel sei mit großen Unsicherheiten verbunden. Bei einem „komplexen, multikausalen Thema wie Klimaforschung“ gebe es kaum Sicherheit. Vor diesem Hintergrund habe Klimajournalismus die Aufgabe, nicht nur die großen Risiken des Klimawandels, sondern auch die Unsicherheiten der Klimaforschung sichtbar zu machen. Insbesondere die Unsicherheiten, die mit Langzeitprognosen verbunden seien, werden nach Meinung von Axel Bojanowski häufig nicht ausreichend vermittelt.
In seinen Artikeln äußert Bojanowski immer wieder Kritik sowohl an Klimawissenschaftlern als auch an anderen Journalisten oder Fernsehmoderatoren, die zum Klimawandel berichten. Diese würden bei der Darstellung von Forschungsergebnissen unwissenschaftlich nachhelfen und auf diese Weise politisieren. Bojanowski behauptet eine Tendenz zum Aktivismus und zur Homogenisierung im Klimajournalismus. Wer auf Unsicherheiten hinweise, laufe Gefahr, als Klimaleugner ausgegrenzt zu werden; wer weder den Klimawandel bestreite noch ihn dramatisiere, könne im moralischen Meinungskampf zwischen Gut und Böse schnell als Verräter gelten. Ein Hindernis für eine unparteiische Berichterstattung sei zudem der Umstand, dass vorzugsweise Klimawissenschaftler mit ausgeprägtem Sendungsbewusstsein und einer Agenda um Stellungnahmen gebeten würden, jedoch „nicht unbedingt jene Gelehrten mit ausgleichendem Gemüt“.
Er warnt davor, dass eine mangelnde Auseinandersetzung mit den Argumenten von Klimaskeptikerinnen und -skeptikern zu einer Polarisierung der Debatte führen könne.

## Auszeichnung
Bojanowski wurde 2024 vom Berufsverband Deutscher Geowissenschaftler mit dem Preis Stein im Brett für seine geowissenschaftlichen Beiträge ausgezeichnet. Der Verband würdigte: "Bojanowski trägt mit seinen geowissenschaftlichen Beiträgen in Buchpublikationen, in Vorträgen, in der Presse und in anderen Medien faktenbasierende Informationen in die Öffentlichkeit, bereichert die Diskussion um den Klimawandel und andere zukunftsorientierte Themen und begeistert Kinder für die Geowissenschaften".

## Rezeption
Der Klimawissenschaftler Stefan Rahmstorf führte in einem Buchkapitel über Desinformation mehrere Artikel von Bojanowski an. So habe er schon 2004 in einem Welt-Artikel das Hockeyschläger-Diagramm grundlos für falsch erklärt (s. u.) und 2009 und 2011 behauptet, dass sich der Meeresspiegelanstieg nicht erhöhe, worauf ihm ein anderer Forscher vorwarf, Bojanowski habe ihn falsch wiedergegeben. Des Weiteren habe er 2021 nach dem Hochwasser in West- und Mitteleuropa 2021 in einem Artikel mit Titel „Der unappetitliche Klima-Bluff“ behauptet, dass sich Unwetter wie dieses trotz globaler Erwärmung nicht häufiger ereigneten, obwohl der Deutsche Wetterdienst, Radardaten und Stationsdaten das Gegenteil zeigten. Er könne noch zahlreiche weitere Beispiele anführen. Rahmstorfs Ansicht nach legten viele Artikel Bojanowskis nahe, dass dessen Vorgehen „Methode hat“. Rahmstorf hat nach eigenen Angaben „mehrfach sachliche Fehler von Bojanowski bei Redaktionen beanstandet“. Er lastet Bojanowski an, immer wieder Narrative von Lobbyisten der fossilen Energien in „Mainstream-Medien“ übernommen und so salonfähig gemacht zu haben; so habe Bojanowski in seinem Artikel in perfider Weise den Eindruck erweckt, die Autoren der Hockeyschlägerkurve hätten den Verlauf ihrer Temperaturkurve später selbst korrigiert. Tatsächlich stammte die angebliche Korrektur aber von zwei der Klimaleugnerszene nahestehenden Fachfremden und war nie in einer seriösen Fachzeitschrift erschienen.
Der Klimawissenschaftler Anders Levermann schrieb 2023, dass er Bojanowskis Berichte „zutiefst“ ablehne. Bojanowski verdrehe und verzerre „seit Jahrzehnten Fakten“. Dies habe nichts mit Journalismus zu tun, sondern sei „reine Ideologie“. Er habe ihn seit langem auf Social Media geblockt und ihm ebenso seit rund 20 Jahren kein Interview mehr gegeben.
Der Klimaforscher Hans von Storch lobte Axel Bojanowskis 2024 erschienenes Buch Was Sie schon immer übers Klima wissen wollten, aber bisher nicht zu fragen wagten, das die Geschichte der Klimaforschung und ihre wachsende gesellschaftliche Bedeutung thematisiert, als „großartig“, „bestens recherchiert“ und „gut geschrieben“. Er würdigte die Arbeit Bojanowskis als die eines Journalisten, der sich intensiv mit der Thematik auseinandergesetzt und mit zahlreichen Akteuren gesprochen habe, anstatt lediglich gängige Meinungen zu wiederholen. Von Storch betonte, dass mehr Wissenschaftsjournalismus dieser Art wünschenswert sei.
Daniel Gräber bescheinigte Bojanowski im „Cicero“, bei "Mainstream-Klimaaktivisten" schon seit Jahren anzuecken, seiner Meinung nach aber eine Mittelposition einzunehmen: „Ohne sich der spürbaren Klimahysterie unterwerfen zu wollen, verfolgt der Welt-Autor in seinen Recherchen einen möglichst rationalen Mittelweg: Einerseits will man die Erwärmung stoppen, andererseits braucht man billige Energie.“
Der Klimaskeptiker Michael Miersch bezeichnete Bojanowski im Blog „Ruhrbarone“ als „Aufklärer“ und schrieb: „Axel Bojanowski versucht das zu tun, was Journalisten tun sollten: sachlich über eine Wissenschaft berichten, die wie kaum eine andere politisiert und emotionalisiert wurde … Wenige können ihr Wissensgebiet so klar und gut lesbar für Laien aufarbeiten wie er. Sein Credo lautet: ‚Das Klimaproblem ist zu bedeutend, um darüber nachlässig oder effekthascherisch zu berichten.‘“ Sein Buch sei „ein Lichtstrahl der Aufklärung durch den Rauch der Apokalyptik“.
Bojanowski war 2018 Teilnehmer der WissensWerte, einer jährlichen Zusammenkunft von Wissenschaftsjournalisten, bei der er dem Umgang vieler seiner Kollegen mit Unsicherheiten in der Klimaforschung kritisierte. Laut NDR Zapp stand er dort mit seinen Positionen „ziemlich alleine da“. Der Wissenschaftsjournalist Christopher Schrader kritisierte Bojanowskis Arbeitsweise als potenziell gefährlich, da Unsicherheit als Vorwand dienen könne, Klimaschutz zu verzögern – im Sinne fossiler Lobbyinteressen.
In Kontext: Wochenzeitung, einer Beilage der taz, wurde Bojanowskis Artikel „Die unterschätzte Macht der grünen Lobby“ als ein Artikel gesehen, der den „Auftakt zu einer Kampagne der Springer-Medien Welt und Bild gegen Greta Thunberg und deren Klimaschutzbewegung Fridays for Future“ gebildet habe.
Der Volksverpetzer hat in mehreren Artikeln beleuchtet, wieso Bojanowski von Journalisten und Wissenschaftlern vorgeworfen wird, „nicht 'Alarmismus' sachlich zu kritisieren, sondern – zufällig ganz im Einklang mit lobbyfinanzierten Desinformationskampagnen – die korrekt dringenden Warnungen herunterzuspielen und Zweifel zu streuen“.
Gemäß der populärwissenschaftlichen Monatszeitschrift Spektrum der Wissenschaft sei Bojanowskis Art, Geschichten zu erzählen, fesselnd. Er stelle Fakten verständlich und korrekt dar. Seine Bücher seien aber auch „zum Teil recht reißerisch“. Sein 2025 erschienenes Buch 33 erstaunliche Lichtblicke wurde in der Zeitschrift als „informativ“, „kurzweilig“ und „lesenswert“ bezeichnet.

## Bücher
Bojanowski hat fünf populärwissenschaftliche Sachbücher verfasst. Er fungierte zudem als Autor für wissenschaftliche Sammelwerke.
- 33 erstaunliche Lichtblicke, die zeigen, warum die Welt viel besser ist, als wir denken. Westend-Verlag, Neu-Isenburg 2025, ISBN 978-3-86489-482-4.
- Was Sie schon immer übers Klima wissen wollten, aber bisher nicht zu fragen wagten: Der Klimawandel zwischen Lobbygruppen und Wissenschaft. Westend. Neu-Isenburg 2024, ISBN 978-3-86489-461-9.
- Wetter macht Liebe. Wie Wind und Wolken unsere Gefühle verändern und andere rätselhafte Phänomene der Erde. Deutsche Verlags-Anstalt. München 2017, ISBN 3-421-04763-4. (Auch übersetzt ins Chinesische und ins Estnische.)
- Die Erde hat ein Leck und andere rätselhafte Phänomene unseres Planeten. Deutsche Verlags-Anstalt. München 2014, ISBN 978-3-421-04619-2.
- Nach zwei Tagen Regen folgt Montag und andere rätselhafte Phänomene des Planeten Erde Deutsche Verlags-Anstalt. München 2012, ISBN 978-3-421-04534-8. (Auch übersetzt ins Koreanische, Italienische und Niederländische.)